# Łążek (województwo warmińsko-mazurskie)
Łążek – wieś w Polsce położona w województwie warmińsko-mazurskim, w powiecie iławskim, w gminie Lubawa.
W okresie międzywojennym stacjonowała tu placówka Straży Celnej „Łążek”.
W latach 1975–1998 miejscowość administracyjnie należała do województwa olsztyńskiego.